# Idioma kalasha-ala
Waigali (Kalaṣa-alâ) es un idioma hablado por aproximadamente 10,000 pueblo Nuristan del Valle de Waigal en la Provincia de Nuristan de Afganistán. El nombre nativo es  Kalaṣa-alâ  'idioma Kalasha'. "Waigali" se refiere al dialecto del pueblo Väy de la parte superior del valle de Waigal, centrado en la ciudad de Waigal, que es distinto del dialecto del pueblo Čima-Nišei que habita el valle inferior. La palabra 'Kalasha' es el etnónimo nativo de todos los hablantes de las lenguas nuristaníes del sur.
Kalaṣa-alâ pertenece a las lenguas indoeuropeas, y se encuentra en el grupo de  nuristani del sur de las lenguas indoiranias. Está estrechamente relacionado con  Zemiaki ya  Tregami, la similitud léxica con este último es aproximadamente del 76% al 80%.
Comparte su nombre con  Kalaṣa-mun, hablado en el Distrito de Chitral del sur de Pakistán, pero los dos idiomas pertenecen a diferentes ramas del indoiranio. Los hablantes de waigali a veces se llaman "Kalasha rojo", mientras que los hablantes del idioma en Pakistán se llaman "Kalasha negro". Según el lingüista Richard Strand, el Kalasha de Chitral aparentemente adoptó el nombre de Nuristani Kalasha, que en algún momento desconocido había extendido su influencia a la región del sur de Chitral.

## Vocabulario
Pronombres:
1sg. aŋa (nominative), ũ (accusative), ũma (genitive)
1pl. āmi (nominative), āme (accusative), āmeba (genitive)
2sg. tū (nominative), tu (accusative), tuba (genitive)
2pl. vi (nominative), vā̃ (accusative), vā̃ma (genitive)
Números:
1: ev
2: dū
3: tre
4: čatā
5: pũč
6: ṣu
7: sot
8: oṣṭ
9: no
10: doš